# Thanissaro
Ṭhānissaro Bhikkhu, auch Ajaan Geoff (* 1949 auf Long Island, New York als Geoffrey Furguson DeGraff), ist ein US-amerikanischer Buddhist der Theravada-Tradition, der als Mönch des Thammayut-Ordens (Dhammayutika Nikaya) der thailändischen Waldtradition (kammatthana) angehört. Er ist Abt des Klosters Metta Forest Monastery im San Diego County im US-Bundesstaat Kalifornien. Außerdem wirkt er als Übersetzer des Pali-Kanon.

## Biografie

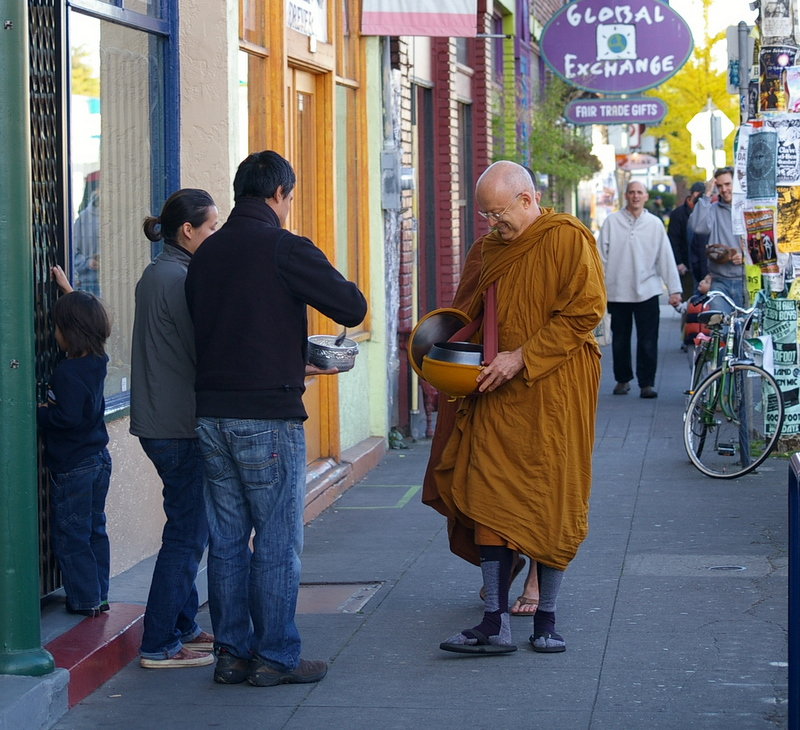
Ajaan Geoff auf einer Bettelrunde

Nachdem Geoffrey DeGraff 1971 am Oberlin College seinen Abschluss in Europäischer Geistesgeschichte gemacht hatte, reiste er nach Thailand, wo er unter Ajaan Fuang Jotiko, einem Schüler Ajaan Lee Dhammadaros, Meditation lernte.
Er wurde 1976 zum buddhistischen Mönch (Bhikkhu) ordiniert und lebte im Wat Dhammasathit, wo er auch nach dem Tod seines Lehrers 1986 blieb. Ajaan Fuang hatte vor seinem Tod Ajaan Geoff gebeten, ihm als Abt des Klosters nachzufolgen. Ajaan Geoff wurde auch zum Abt erhoben, hatte jedoch als westlicher Ausländer in einem von Thailändern gegründeten Wat keinerlei Autorität.
Auf Ersuchen von Ajaan Suwat Suvaco reiste er im Jahr 1991 in die Berge des San Diego Countys in Südkalifornien, wo er Suwat half, das Wat Mettavanaram („Metta-Waldkloster“) aufzubauen. Im Jahr 1993 wurde er Abt dieses isoliert gelegenen und als streng konservativ geltenden Klosters. 1995 wurde Ajaan Geoff der erste gebürtige US-Amerikaner und Nicht-Thai-Bhikkhu, der den Titel, die Vollmacht und die Verantwortlichkeit eines Einweisers (Upajjhaya) im Thammayut-Orden verliehen bekam. Er diente auch als Schatzmeister dieses Ordens in den Vereinigten Staaten.

## Veröffentlichungen
Seine Publikationen umfassen unter anderem Übersetzungen von Ajaan Lees Meditationsanleitungen aus dem Thailändischen; eine vierbändige Sammlung von Sutta-Übersetzungen unter dem Titel Handful of Leaves; den Kodex für buddhistische Einsiedler (The Buddhist Monastic Code), ein zweibändiges Handbuch über die Verhaltensregeln für Mönche; Flügel für das Erwachen (Wings to Awakening), eine Studie über die Faktoren, die von Buddha als grundlegend für das Erwachen gelehrt wurden sowie (als Co-Autor) das Lehrbuch Buddhist Religions: A Historical Introduction.
Außerdem:
- The Mind Like Fire Unbound, eine Untersuchung von Upadana (Festhalten/Anhaften) und Nibbana (Nirvana) in Begriffen der philosophischen Veranschaulichung von Feuer[6]
- The Paradox of Becoming, eine ausführliche Analyse über das Thema Werden aus eine kausaler Faktor für Leiden
- The Shape of Suffering, eine Studie über das bedingte Mitaufkommen und dessen Stellung zu den Faktoren des Edlen Achtfachen Pfads
- Skill in Questions, eine Studie wie Buddha mit abgesehener Strategie im Beantworten von Fragen einen Rahmen für das Verständnis der strategischen Zwecke seiner Lehren darstellt
- Noble Strategy, The Karma of Questions, Purity of Heart, und Head & Heart Together, Sammlungen von Aufsätzen über die Buddhistische Praxis[7]
- Meditations (1–5), Sammlung von niedergeschriebenen Dhammalehrreden[8]
- Dhammapada: A Translation, eine Sammlung von Versen des Buddhas[9]
- Und als Co-Autor, ein Textbuch auf Universitätsniveau: Buddhist Religions: A Historical Introduction
- Into the Stream Ein Studienführer über die erste Stufe des Erwachens[10]